# Eva Bonnier (Künstlerin)

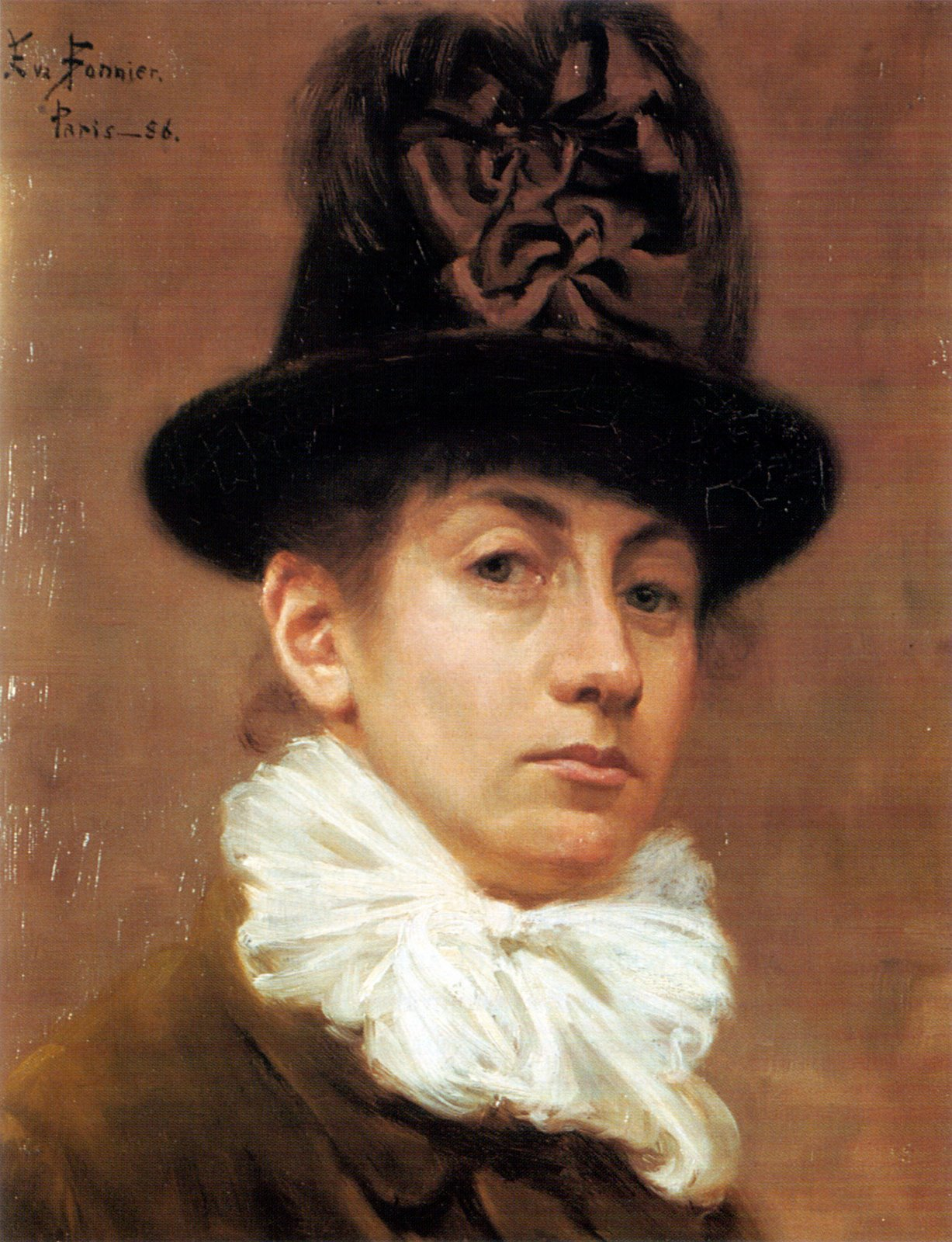
Selbstporträt, Bonnierska porträttsamling, 1886

Eva Frederika Bonnier (* 17. November 1857 in Stockholm; † 13. Januar 1909 in Kopenhagen) war eine schwedische Malerin, Bildhauerin und Mäzenin.

## Leben
Sie war die Tochter des Verlegers Albert Bonnier und seiner Frau Betty (geborene Rubenson). Hanna Pauli, eine Freundin seit Kindheitstagen, war die Tochter des Bruders ihrer Tante Sophie, Ehefrau von Adolf Bonnier. Sie lernte, wie später auch Pauli, bei August Malmström und studierte ab 1878 an der Kunstakademie Stockholm. Nachdem sie diese im Frühling 1883 beendet hatte, ging sie zunächst in die Schweiz, dann nach Paris. Ihre französischen Lehrer waren Raphaël Collin, Gustave Courtois und Pascal Adolphe Dagnan-Bouveret, die allesamt an der Académie Colarossi unterrichteten. Von kurzen Aufenthalten unterbrochen blieb sie bis 1889 in Paris.
Sie war 1891 kurz mit dem Bildhauer Per Hasselberg verlobt.
1904 ließ sie sich in Dalarö, das sie schon als Kind regelmäßig besuchte, ein Sommerhaus mit Atelier bauen, die Villa Jungfruberget. Das Haus, das von dem Architekten Ragnar Östberg entworfen wurde, ist dem schwedischen Jugendstil zuzuordnen. In Dalarö traf sie oft mit Anders Zorn und Richard Bergh zusammen.
Ihre zu Lebzeiten begonnene Förderung schwedischer Künstler fand nach Bonniers Tod eine Fortsetzung, da sie in ihrem Testament einen Fonds gründen ließ (Eva Bonniers donationsfond för konstnärlig utsmykning av offentliga byggnader och platser i Stockholm).

## Werk
Bonniers Werk umfasst vor allem Gemälde, in denen sie Bekannte porträtierte, so beispielsweise ihre Haushälterin Maria Banck in dem 1890 entstandenen Hushållerskan. Des Weiteren fertigte sie Skulpturen und ein paar kunsthandwerkliche Gegenstände an. Bonniers Bilder finden sich zum Beispiel im Schwedischen Nationalmuseum und in der Bonnierska porträttsamling, die von ihrem Bruder Karl Otto Bonnier gegründet wurde.

## Galerie

Hushållerskan, 1890, Schwedisches Nationalmuseum
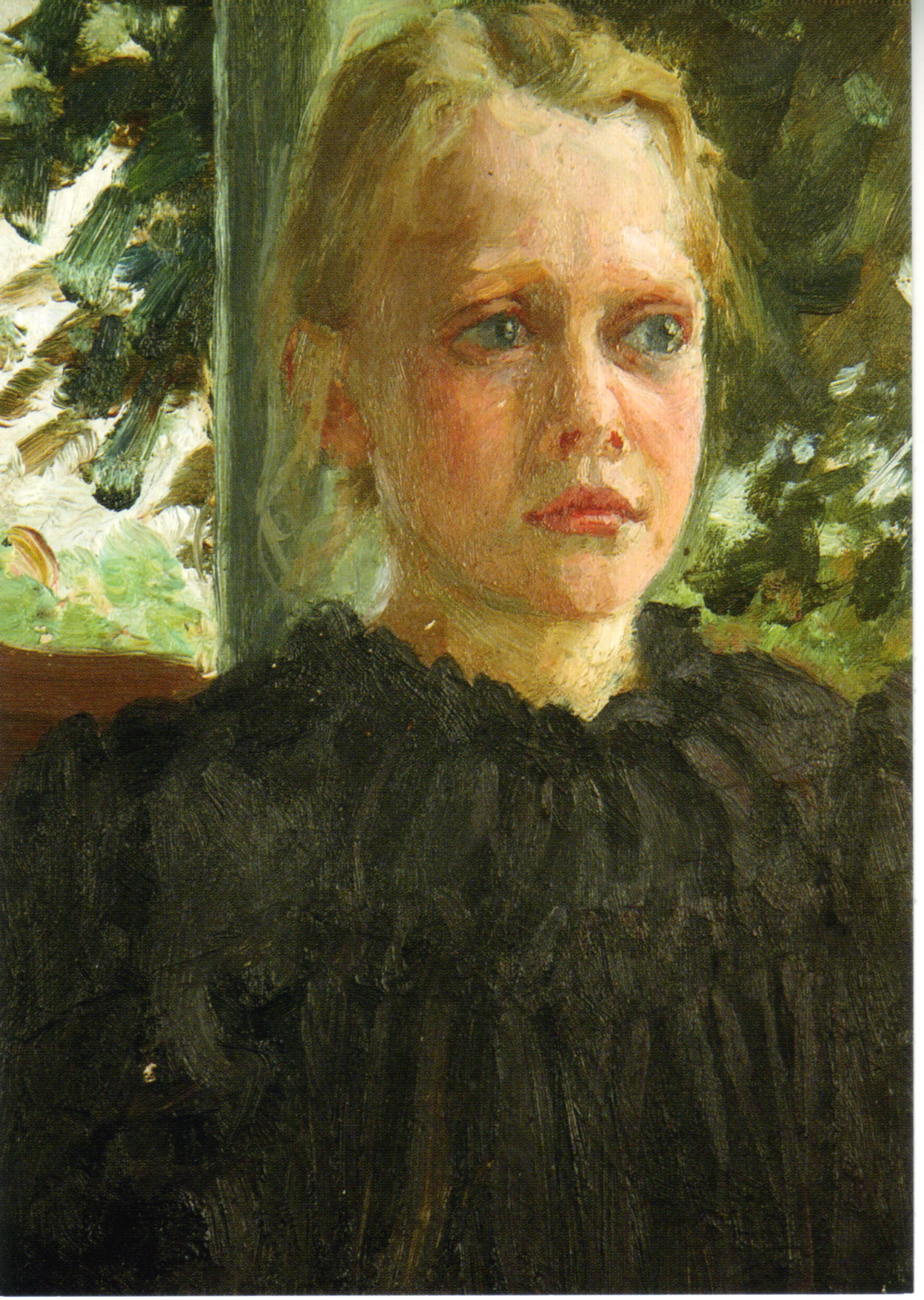
Julia Hasselberg, ca. 1906
Porträt Eva Bonniers von Richard Bergh, 1889
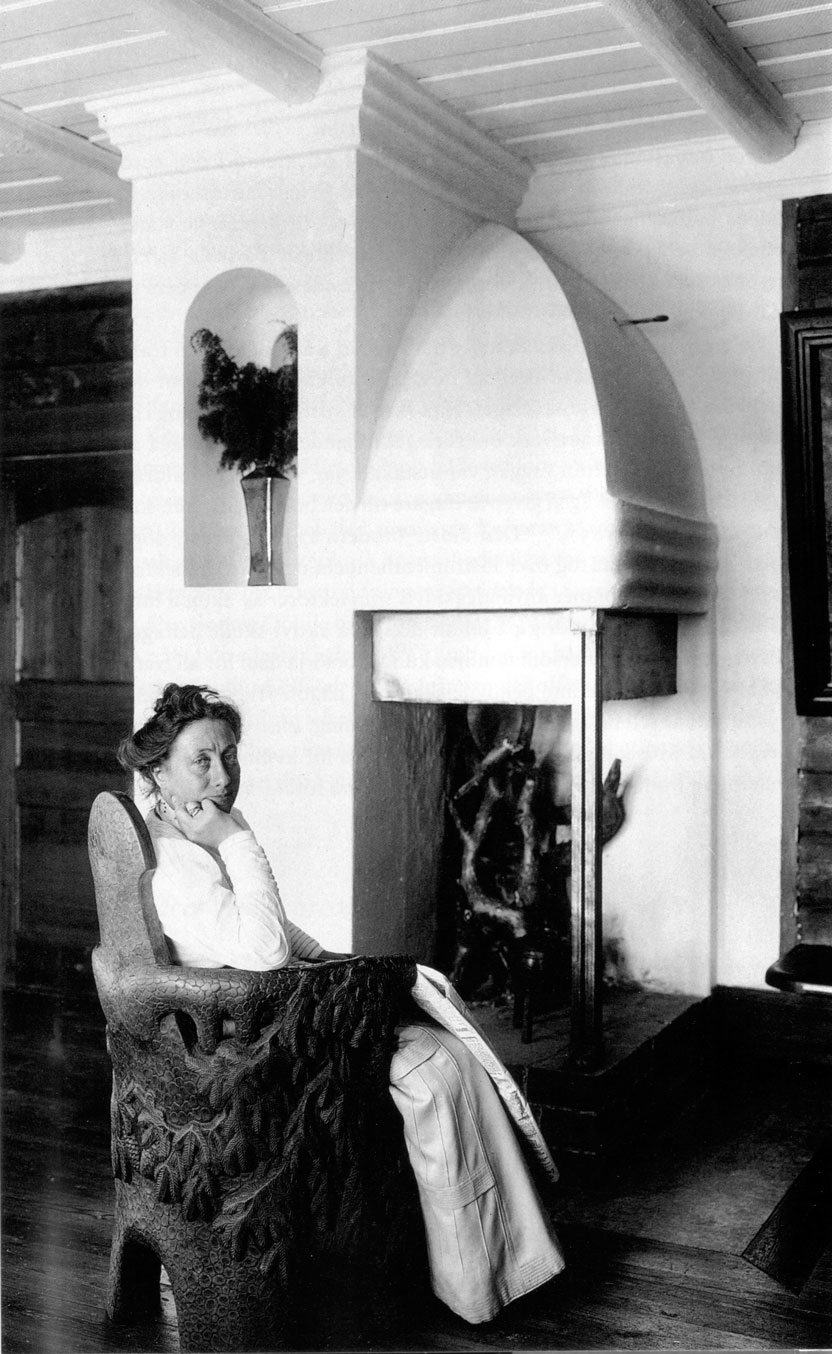
Eva Bonnier in der Villa Jungfruberget, ca. 1905